# NGC 7076
NGC 7076 – mgławica planetarna położona w gwiazdozbiorze Cefeusza. Została odkryta 15 października 1794 roku przez Williama Herschela.